# Xavier Tondo
Xavier Tondo Volpini (* 5. November 1978 in Valls; † 23. Mai 2011 in Pradollano, Sierra Nevada) war ein spanischer Radrennfahrer.

## Werdegang
Xavier Tondo begann seine Karriere 2003 bei dem spanischen Radsportteam Paternina-Costa de Almería. Er gewann 2005 die Gesamtwertung des Etappenrennens Volta ao Alentejo, 2007 den Grande Prémio Internacional de Torres Vedras und die Portugal-Rundfahrt sowie 2011 die Gesamtwertung der Vuelta a Castilla y León. Außerdem siegte er bei mehreren Tagesabschnitten internationaler Rundfahrten, darunter 2010 bei den ProTour-Wettbewerben Paris–Nizza
und Katalonien-Rundfahrt. Seit 2009 bestritt er – zunächst als Mitglied des Professional Continental Teams Andalucía-Cajasur Grand Tours. Sein bestes Ergebnis war Platz fünf bei der Vuelta a España 2010.
Am 23. Mai 2011 starb Tondo in Pradollano in der Sierra Nevada, wo er sich zur Vorbereitung auf die Tour de France aufhielt, infolge eines Unfalls, bei dem er von seinem Auto beim Schließen eines Garagentors erdrückt wurde.

## Erfolge
2005
- Gesamtwertung Volta ao Alentejo
- eine Etappe Asturien-Rundfahrt

2007
- Gesamtwertung und eine Etappe Grande Prémio Internacional de Torres Vedras
- Gesamtwertung Portugal-Rundfahrt

2008
- Subida al Naranco

2009
- eine Etappe Tour de San Luis
- eine Etappe Ruta del Sol

2010 
- eine Etappe Paris–Nizza
- eine Etappe Katalonien-Rundfahrt

2011
- eine Etappe Tour de San Luis
- Gesamtwertung Vuelta a Castilla y León